# Fabián García Pacheco
Fabiàn García Pacheco (Escalonilla, Toledo, 19 de gener de 1725 - Madrid, al voltant de 1808) fou un compositor de música religiosa castellà.
Fou seise de la catedral de Toledo. Es traslladà a Madrid, on degué residir des d'abans de 1770, figurant com a compositor de música religiosa i cançonetista. En la cort va tenir el càrrec de mestre de capella de l'església de la Soledat, sense que es pugui precisar la data.
Pacheco va compondre molta música religiosa per la seva capella de l'església de la Soledat, que es va estendre a altres parròquies, guardant-se'n algunes en l'Arxiu de El Escorial i en el de la catedral d'Oriola. També va escriure per al teatre.
A la primera classe hi pertanyen:
- Missa: a 8 veus, amb violins i trompes (1787)
- Himne a Sant Llorenç: a 4 i 8 veus, amb violins i trompes
- Tercet al Naixement de Nostre Senyor Jesucrist: (tiple, contralt i tenor)
- Valgame Dios i qué tres,
- Villancet al Naixement: a 9 veus amb violins trompes
- Duet, tercet, quartet i quintet de Naixement del Fill de Déu: (1795)
- Villancet: a 3 veus amb violins i acompanyament

Entre la seva música pel teatre si conserven en la Biblioteca Municipal de Madrid: La Arcadia, sainet; El buen marido, lletra de Ramón de la Cruz; el llibret s'imprimí a Madrid el 1770; en els papers manuscrits de la Biblioteca Municipal de Madrid s'apunta l'any 1779; La maja y el majo tonada a duet.
Baltasar Saldoni a (Diccionario de Efemerides, t. IV) fa de Pacheco tres personatges; Fabián Pacheco, Fabián García i Fabián García Pacheco.